# Montague Rhodes James
Pour les articles homonymes, voir James.
Montague Rhodes James, né le 1er août 1862 à Goodnestone, près de Douvres, dans le Kent, et mort le 12 juin 1936 à Eton, Berkshire, est un bibliographe, érudit et écrivain britannique, auteur de récits fantastiques qu'il signe toujours M. R. James.

## Biographie
Spécialiste de littérature médiévale et passionné d'archéologie, il est nommé Principal du King's College de Cambridge, puis d'Eton College, là même où il fit ses études. Dans le cadre de ses fonctions universitaires, il établit le catalogage de plusieurs manuscrits anciens des bibliothèques de Cambridge et collabore à plusieurs ouvrages savants. Il donne également des ouvrages de vulgarisation : Abbeys (1925), Suffolk and Norfolk (1930). Directeur du Fitzwilliam Museum de 1893 à 1908, James est élu membre du Roxburghe Club en 1909.
Montague Rhodes James est toutefois resté célèbre pour ses contes fantastiques, souvent en prise directe avec ses propres passions : l'histoire anglaise, les recherches archéologiques et la bibliophilie.
H. P. Lovecraft le cite comme l'un des maîtres du genre, et a salué l'originalité de ses histoires et sa capacité à réinventer tout à la fois l'horreur surnaturelle et l'image même des fantômes, très présents dans son œuvre. Bien moins connu que ses contemporains américains Lovecraft, Algernon Blackwood ou même Edith Wharton, grands auteurs d'histoires de fantômes du début du XXe siècle, le professeur James est peut-être le plus subtil dans son approche du surnaturel et de la peur inscrite dans le quotidien et le trivial de la vie ordinaire. Ses récits se déroulent souvent dans le cadre d'un village ou une grande propriété d'Angleterre, dans une vieille ville de France, du Danemark ou de Suède, ou encore, dans une vénérable abbaye ou université. Le héros est un chercheur universitaire réservé et naïf qui tente d'aborder le fait fantastique avec une approche scientifique. Il s'agit presque invariablement d'un vieil incunable, d'une antiquité ou de quelque objet ou manifestation étrange et maléfique qui sont presque toujours situés près d'une tombe.
En 1922, il publie The Five Jars, son unique roman de littérature d'enfance et de jeunesse. 
Montague Rhodes James est mort le 12 juin 1936.

## Œuvres[5]

### Roman
- The Five Jars (1922)

### Recueils de nouvelles

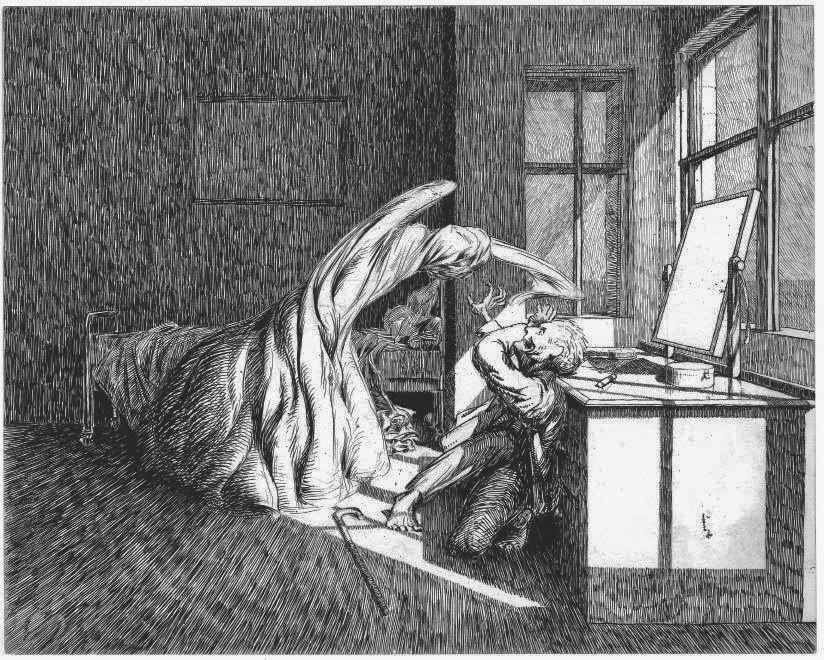
Illustration de James McBryde pour la nouvelle « Siffle et je viendrai... » de M. R. James.

- Ghost Stories of an Antiquary (1904)
- More Ghost Stories of an Antiquary (1911)
- A Thin Ghost and Others (1919)
- A Warning to the Curious and Other Ghost Stories (1925)
- Collected Ghost Stories (1931) Réédition : Darryl Jones (éd.), Collected Ghost Stories, Oxford University Press, 2011, XXXVI-468 p.,  (ISBN 978-019-956884-0), présentation en ligne.
 Publié en français sous le titre Histoires de fantômes complètes, Paris, NéO, « NéOmnibus », 1990.
- L'intégrale des nouvelles, révisée par le traducteur, est parue en deux tomes en 2020 sous le titre Une plaisante terreur, accompagnée de textes inédits, aux éditions 500 Nuances de Geek (série Horreur Cosmique).

 Une seconde édition nommée Il y avait un homme qui demeurait près du cimetière est actuellement éditée par L’Éveilleur (gamme "Étrange") depuis mars 2019. Cet ouvrage reprend le premier tome des Histoires de fantômes complètes suivi d'une préface de H.P. Lovecraft  composée d'un extrait d'Épouvante et surnaturel en littérature.

### Autres publications
- Abbeys (1925)
- Suffolk and Norfolk (1930)

### Adaptations
Un peu à la manière dont cela avait été fait avec les monuments de la littérature anglaise que sont Shakespeare et Charles Dickens, certaines œuvres de James sont régulièrement adaptées à la télévision pour Noël par la BBC.